# 迈森县
迈森县（德語：Landkreis Meißen）是德国萨克森自由州中北部的一个县，县治为迈森，2008年由原迈森县和里萨-格罗森海恩县合并而成。总面积为1454.59平方千米，截至2020年总人口为241,717人。